# Grabovica (gmina Kotor Varoš)
Grabovica (cyr. Грабовица) – wieś w Bośni i Hercegowinie, w Republice Serbskiej, w gminie Kotor Varoš. W 2013 roku liczyła 345 mieszkańców.